# Svodín
Svodín (bis 1948 slowakisch „Seldín“; deutsch Seldin, ungarisch Szőgyén) ist eine Gemeinde im Okres Nové Zámky des Nitriansky kraj im Südwesten der Slowakei, mit 2354 Einwohnern (31. Dezember 2024).

## Geographie

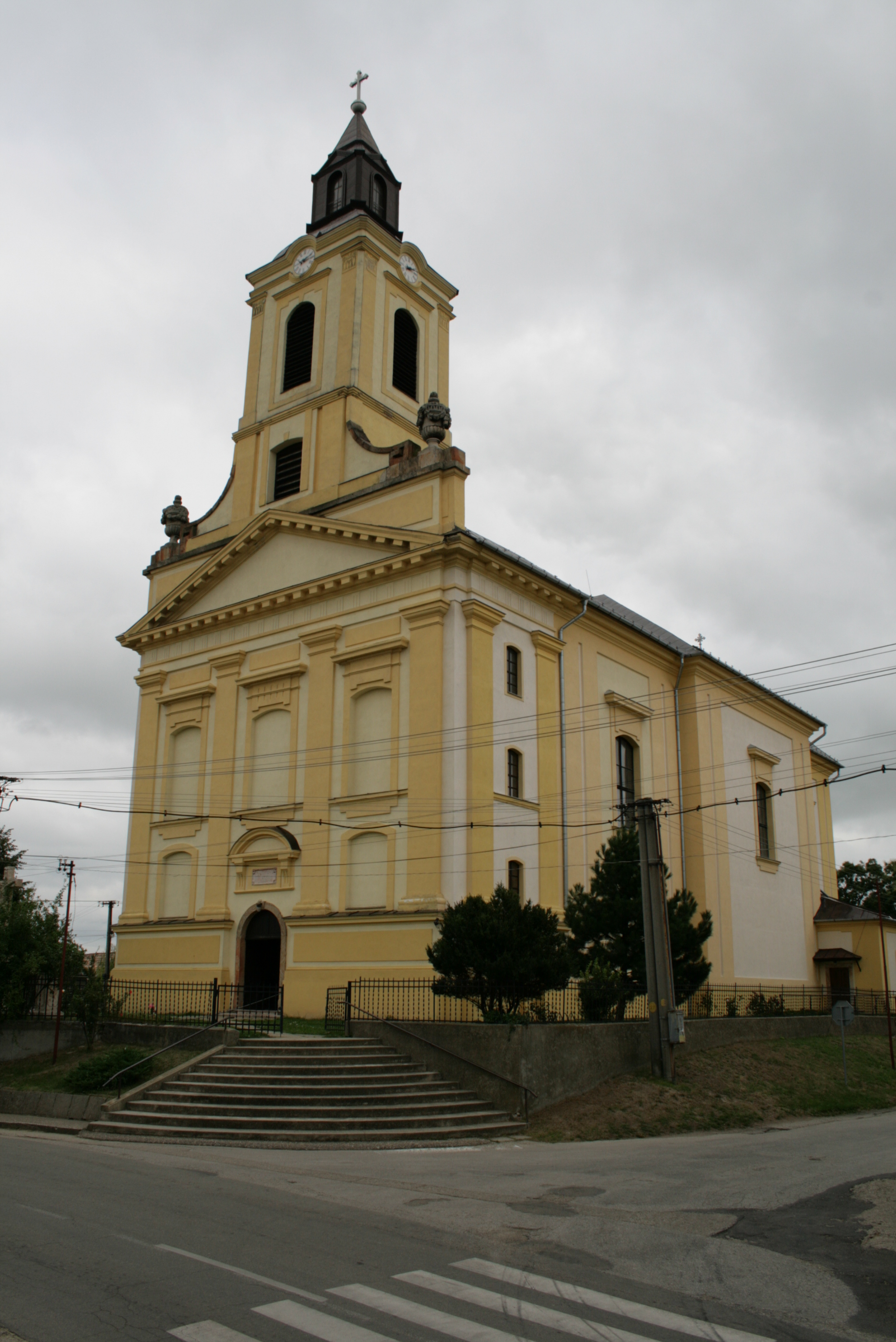
Kirche in Svodín

Die Gemeinde liegt im hügeligen Teil des slowakischen Donautieflands, im unteren Tal des Hron, kurz vor Einmündung in die Donau. Südlich von Svodín befindet sich ein kleiner Wasserspeicher, der von einem Ableitungsgraben versorgt wird. Svodín ist 27 Kilometer von Štúrovo entfernt.

## Geschichte
Svodín entstand 1925 durch Zusammenschluss zweier Orte: Maďarský Seldín (ungarisch Magyarszőgyén) und Nemecký Seldín (ungarisch Németszőgyén).
Der Ort wurde zum ersten Mal 1156 als Scoudou schriftlich erwähnt unter Graf Seyfried von Sceuden, 1242 wurde der alte Ort während des Mongoleneinfalls vollständig vernichtet und danach entstand zum bisher ungarischen Ort ein deutscher, der von kommenden deutschen Kolonisten gegründet wurde. 1282 wird der deutsche Teil als Sceuden hospitum Theutonica erwähnt, der ungarische hingegen 1287 als Ungarice villa Sceudem. Beide Orte wurden 1295 vom Heer der Familie Hunt-Poznan wieder zur Mitleidenschaft gezogen.
Der ungarische Teil wechselte im Laufe der Jahrhunderte seine Besitzer. 1427 wurde dem Ort das Marktrecht verliehen und entwickelte sich danach als eine Minderstadt. Die Hauptbeschäftigung war Landwirtschaft, Anfang 20. Jahrhundert gab es eine Ziegelei.
Der deutsche Teil gehörte bis zum Ende des 19. Jahrhunderts dem Erzbistum Gran. Die ursprünglichen deutschen Einwohner wurden weitgehend von der magyarischen Bevölkerung assimiliert.
Beide Orte im Komitat Gran gehörten bis 1919 zum Königreich Ungarn und kamen danach zur neu entstandenen Tschechoslowakei. 1938–45 kam die vereinigte Gemeinde auf Grund des Ersten Wiener Schiedsspruches noch einmal zu Ungarn.
In Svodín befindet sich die bekannteste neolithische Kreisgrabenanlage der Slowakei.

## Bevölkerung
| Jahr                | 1994 | 2004    | 2014    | 2024    |
| ------------------- | ---- | ------- | ------- | ------- |
| Anzahl der Personen | 2634 | 2630    | 2517    | 2354    |
| Unterschied         |      | −0,15 % | −4,29 % | −6,47 % |

| Jahr                | 2023 | 2024    |
| ------------------- | ---- | ------- |
| Anzahl der Personen | 2370 | 2354    |
| Unterschied         |      | −0,67 % |